# Damastes fasciolatus
Damastes fasciolatus är en spindelart som först beskrevs av Simon 1903.  Damastes fasciolatus ingår i släktet Damastes och familjen jättekrabbspindlar.
Artens utbredningsområde är Madagaskar. Inga underarter finns listade i Catalogue of Life.